# Lennart Stiernstedt
Lennart Johan Viktor Stiernstedt (i riksdagen kallad Stiernstedt i Risberga), född 28 juni 1904 i Östuna församling, Stockholms län, död 21 september 1989 i Vallentuna, var en svensk godsägare och riksdagsman (högern). Han var son till friherren och riksdagsmannen Johan Stjernstedt.
Stiernstedt var ledamot av andra kammaren 1956–1965, invald i Stockholms läns valkrets.